# 2017年亞洲冬季運動會尼泊爾代表團
2017年亞洲冬季運動會於2017年2月19日至2月26日在日本札幌及帶廣舉行，尼泊爾派出此團參加本屆賽事。。本條目記錄本代表團成員在2017年亞洲冬季運動會的表現。
於是次賽事，尼泊爾將派出運動員參與2個運動項目。

## 選手概況與成績

### 越野滑雪
女子
- Manikala Rai